# Куп'янська округа
Ку́п'янська окру́га — адміністративно-територіальна одиниця Української СРР в 1923–1930 роках. Адміністративний центр — місто Купянка (Куп'янськ).

## Історія
Утворена в березні 1923 року в складі Харківської губернії.
У червні 1925 року губернії в Україні було ліквідовано й округа перейшла в пряме підпорядкування Української СРР.
За даними на 1926 рік округ ділився на 11 районів: Великобурлуцький, Волосько-Балаклійський, Вільшанський, Дворічанський, Кабанський, Куп'янський, Ново-Дуванський, Жовтневий, Покровський, Сватівський і Синьківський.
Округу скасовано в червні 1930 року, райони передано в підпорядкування Харківської округи.

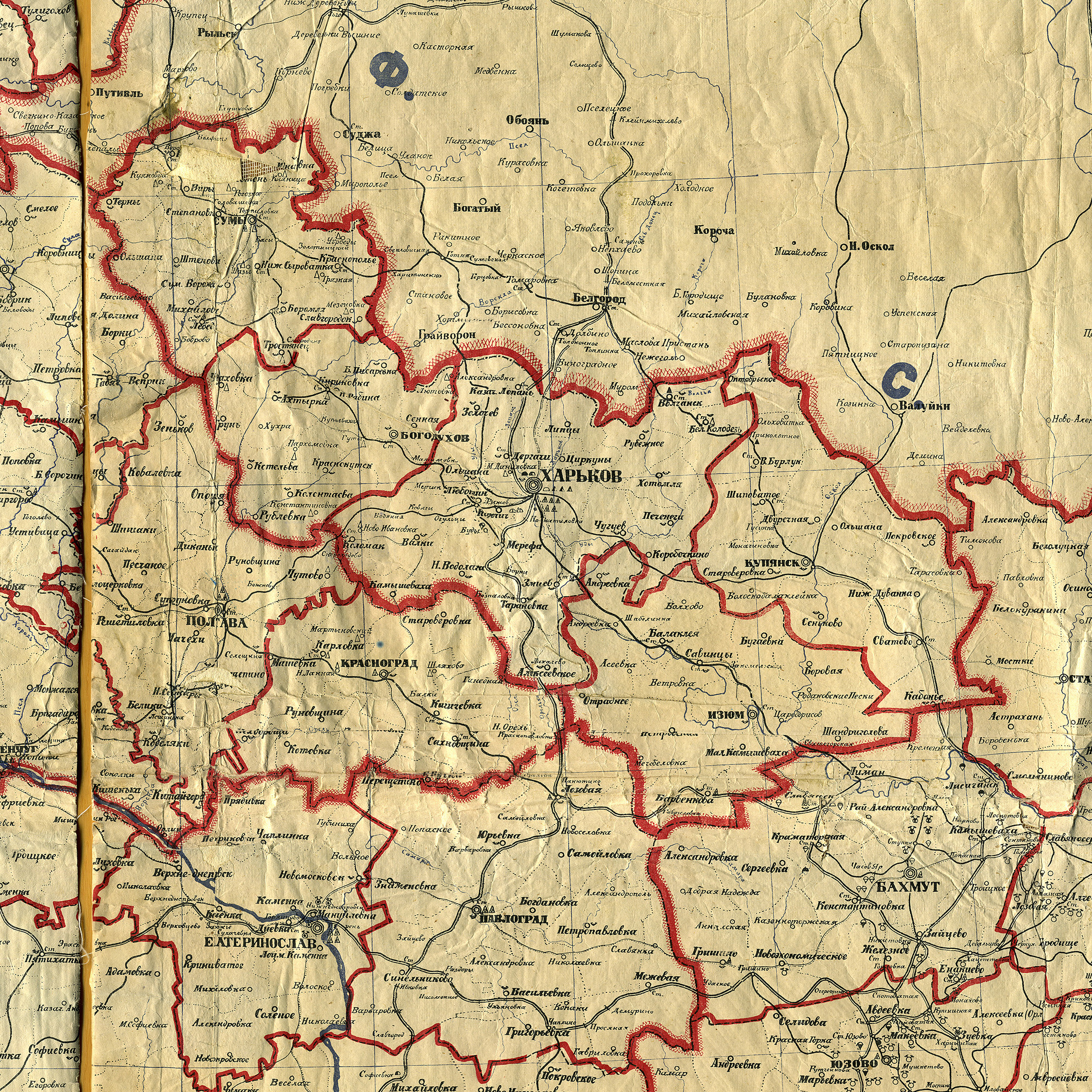
Карта Куп'янської округи у складі Харківської губернії, 1923
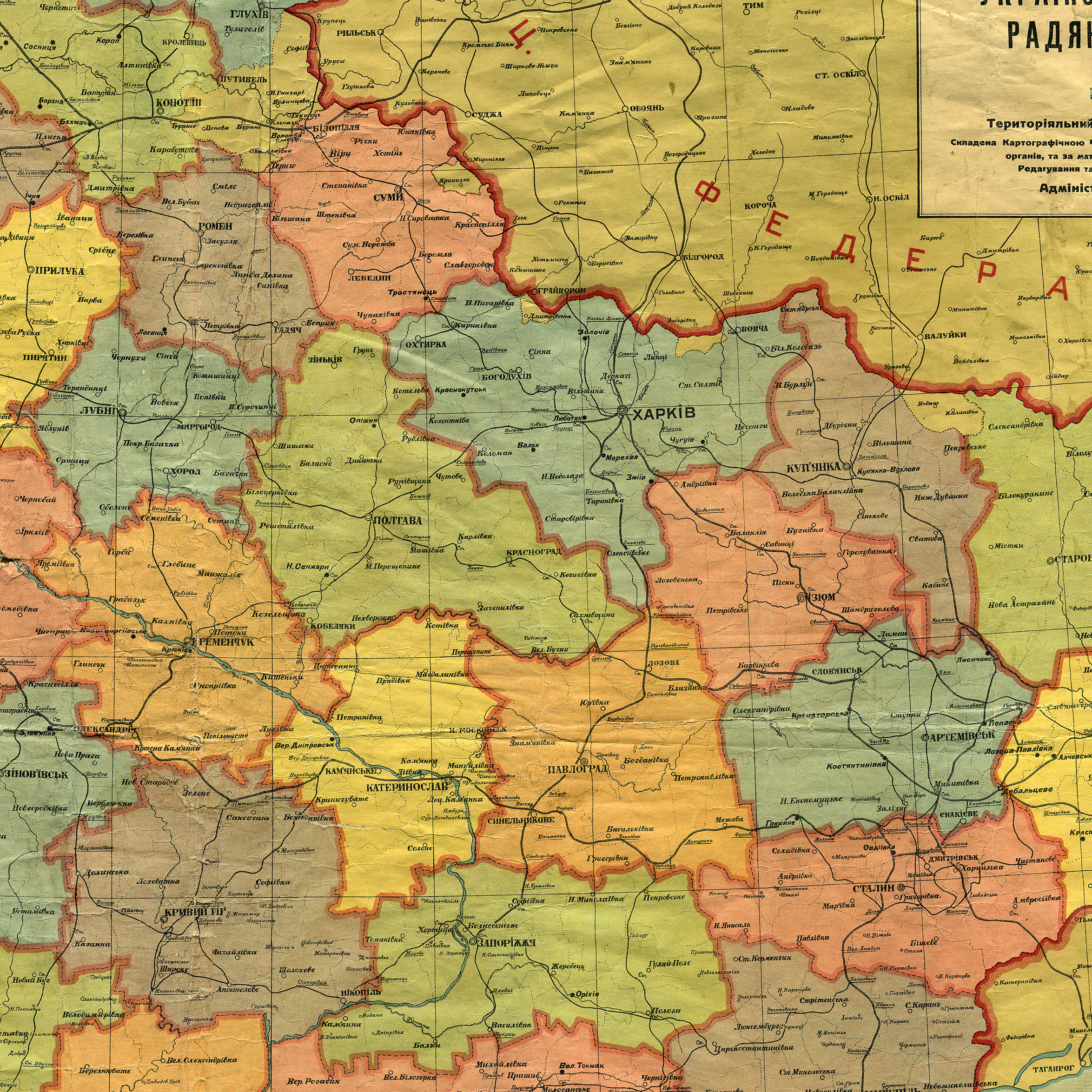
Карта Куп'янської округи, адміністративні межі станом на 1 жовтня 1925

## Населення
За даними перепису 1926 року чисельність населення становила 424,1 тис. осіб; у тому числі українці — 84,1%; росіяни — 15,9%

### Національний склад
| Район             | Населення, осіб | Національний склад, % | Національний склад, % | Національний склад, % | Національний склад, % | Національний склад, % |
| Район             | Населення, осіб | українці              | росіяни               | євреї                 | поляки                | білоруси              |
| ----------------- | --------------- | --------------------- | --------------------- | --------------------- | --------------------- | --------------------- |
| м. Куп'янськ      | 15 156          | 88,3                  | 9,0                   | 1,0                   | 0,4                   | 0,2                   |
| Великобурлуцький  | 50 553          | 70,2                  | 29,4                  |                       | 0,1                   | 0,1                   |
| Вільшанський      | 26 047          | 80,3                  | 19,6                  |                       |                       |                       |
| Дворічанський     | 25 200          | 86,1                  | 13,5                  |                       | 0,1                   | 0,1                   |
| Жовтневий Другий  | 31 519          | 68,7                  | 38,0                  |                       |                       | 0,1                   |
| Жовтневий Перший  | 25 861          | 59,1                  | 40,8                  |                       |                       |                       |
| Кабанський        | 46 920          | 87,7                  | 11,9                  | 0,1                   |                       | 0,1                   |
| Куп'янський       | 38 777          | 97,2                  | 2,4                   |                       | 0,1                   | 0,1                   |
| Новосвердловський | 27 476          | 96,7                  | 3,1                   |                       |                       |                       |
| Раковський        | 36 068          | 88,9                  | 10,7                  | 0,1                   |                       | 0,1                   |
| Сватівський       | 37 575          | 95,4                  | 3,5                   | 0,2                   | 0,1                   |                       |
| Сеньківський      | 36 106          | 99,1                  | 0,4                   |                       |                       |                       |
| Троїцький         | 28 757          | 71,1                  | 28,4                  |                       |                       |                       |
| Куп'янська округа | 426 015         | 84,1                  | 15,9                  | 0,1                   | 0,1                   | 0,1                   |

### Мовний склад
Рідна мова населення Куп'янської округи за переписом 1926 року
| Район             | Населення, осіб | Рідна мова, % | Рідна мова, % | Рідна мова, % |
| Район             | Населення, осіб | українська    | російська     | інша          |
| ----------------- | --------------- | ------------- | ------------- | ------------- |
| м. Куп'янськ      | 15 156          | 66,2          | 32,3          | 1,5           |
| Великобурлуцький  | 50 553          | 69,1          | 30,5          | 0,5           |
| Вільшанський      | 26 047          | 77,0          | 22,8          | 0,2           |
| Дворічанський     | 25 200          | 85,7          | 13,7          | 0,6           |
| Жовтневий Другий  | 31 519          | 64,2          | 35,6          | 0,2           |
| Жовтневий Перший  | 2 861           | 58,5          | 41,4          | 0,1           |
| Кабанський        | 46 920          | 86,1          | 13,5          | 0,5           |
| Куп'янський       | 38 777          | 94,8          | 4,9           | 0,3           |
| Новосвердловський | 27 476          | 95,2          | 4,3           | 0,5           |
| Раковський        | 36 068          | 85,7          | 13,9          | 0,4           |
| Сватівський       | 37 575          | 93,4          | 5,1           | 1,4           |
| Сеньківський      | 36 106          | 98,9          | 0,4           | 0,7           |
| Троїцький         | 28 757          | 70,5          | 28,9          | 0,5           |
| Куп'янська округа | 426 015         | 81,5          | 17,9          | 0,5           |

## Керівники округи

### Відповідальні секретарі окружного комітетуКП(б)У
- Кухтін Панас Прохорович (.04.1924—1925)
- Майборода М. В. (1925—1926)
- Малій Іларіон Васильович (1926—.12.1928)
- Гумінський Йосип Васильович (.12.1928—1929)
- Кудрявцев Сергій Андрійович (1929—.08.1929)
- Антонов Г. П. (1930—.08.1930)

### Голови окружного виконавчого комітету
- Кухтін Панас Прохорович (1923—.04.1924)
- Палій М. В. (.04.1924—1924)
- Ушан Абрам Ізраїльович (1925—.04.1926)
- Чекаленко Яків Тимофійович (.04.1926—1927)
- Бондаренко П. С. (1928)
- Нагорний Іван Остапович (1929—1930)
- Цюпак Олександр Порфирович (.02.1930—.06.1930)